# Louis Diémer

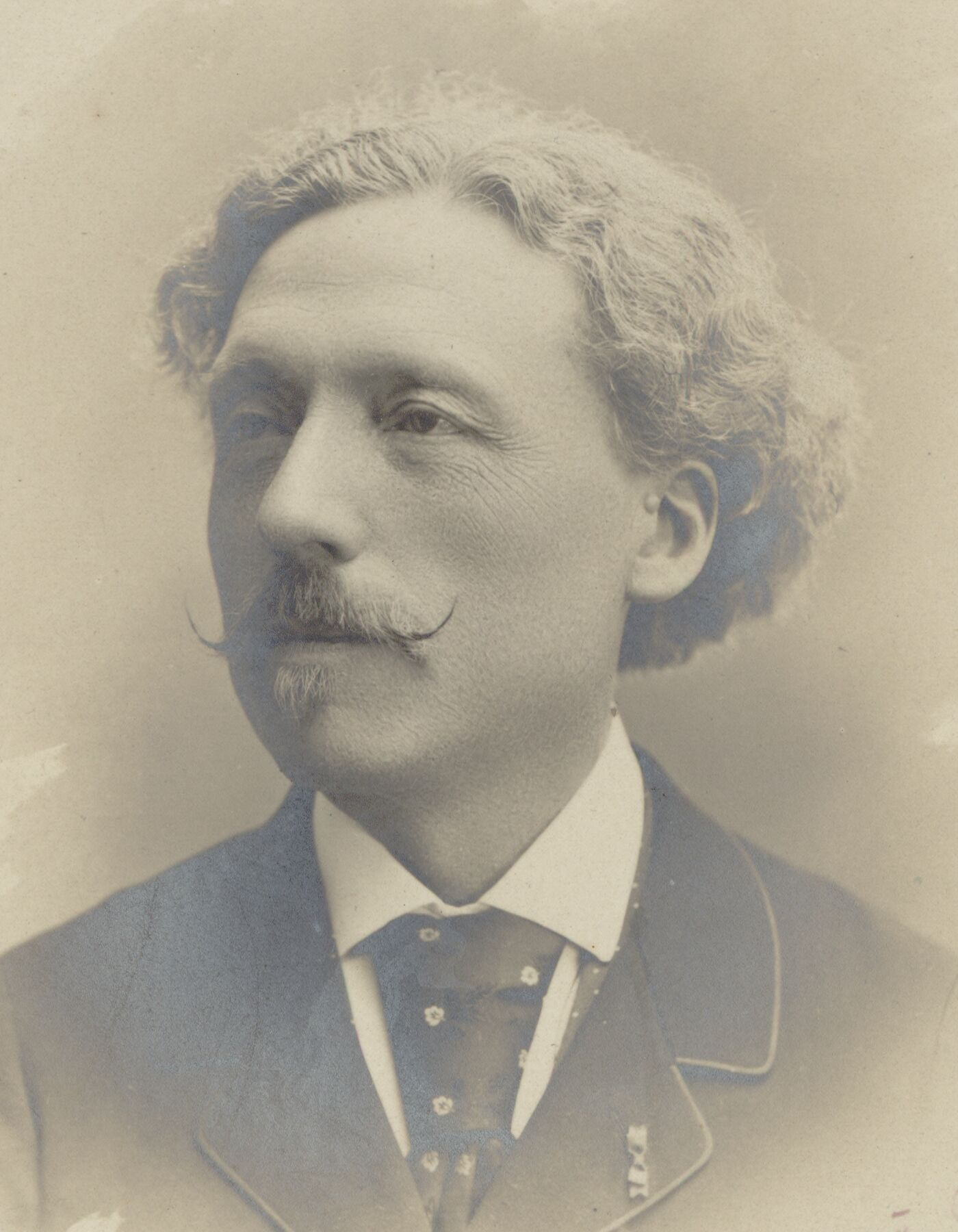
Louis Diémer (1896)

Louis-Joseph Diémer (* 14. Februar 1843 in Paris; † 21. Dezember 1919 ebenda) war ein französischer Pianist und Komponist.

## Leben und Wirken
Louis Diémer studierte am Pariser Konservatorium bei Antoine François Marmontel Klavier, bei Ambroise Thomas Komposition und bei François Benoist Orgel. Seit 1888 unterrichtete er selbst am Conservatoire. Zu seinen Schülern zählten Robert Casadesus, Alfred Cortot, Alfredo Casella, Yves Nat, Georges Dandelot, Marcel Dupré und Édouard Risler. 
Mit seinem Auftritt auf der Pariser Weltausstellung 1889, bei der er Stücke französischer Komponisten des 17. und 18. Jahrhunderts aufführte, leitete er die Rückkehr des Cembalos in den Konzertsaal ein. 1895 war er mit Henri Casadesus und Édouard Nanny einer der Mitbegründer der Société des instruments anciens, in der er ein zweimanualiges Cembalo von Pleyel spielte. Er gab die Sammlung Les Clavecinistes français heraus. 
Aber auch als „moderner“ Pianist blieb er aktiv. In der Uraufführung des „Karnevals der Tiere“ am 9. März 1886 spielten der Komponist des Werkes, Camille Saint-Saëns, und Louis Diémer die beiden Klavierparts.
Diémer komponierte ein Klavierkonzert und zahlreiche Klavier- und kammermusikalische Werke.